# آیرن استیشن (کارولینای شمالی)
آیرن استیشن (به انگلیسی: Iron Station) شهری در ایالت کارولینای شمالی کشور ایالات متحده آمریکا است که جمعیت آن در سرشماری سال ۲۰۱۰ میلادی، ۷۵۵ نفر بوده‌است.